# Thalictrum mirabile
Thalictrum mirabile är en ranunkelväxtart som beskrevs av John Kunkel Small. Thalictrum mirabile ingår i släktet rutor, och familjen ranunkelväxter. Inga underarter finns listade i Catalogue of Life.